# Amstel Gold Race 2024
La 58.ª edición de la clásica ciclista Amstel Gold Race fue una carrera que se celebró en los Países Bajos el 14 de abril de 2024 sobre un recorrido de 253,6 kilómetros con inicio en la ciudad de Maastricht y final en la ciudad de Berg en Terblijt.
La carrera, además de ser la primera clásica de las Ardenas, formó parte del UCI WorldTour 2024, siendo la decimoséptima competición del calendario de máxima categoría mundial. El vencedor fue el británico Thomas Pidcock del INEOS Grenadiers, quien estuvo acompañado en el podio por el suizo Marc Hirschi del UAE Emirates y el belga Tiesj Benoot del Visma | Lease a Bike, segundo y tercer clasificado respectivamente.

## Equipos participantes
Tomaron parte en la carrera 25 equipos: 18 de categoría UCI WorldTour 2024 invitados por la organización; y 7 de categoría UCI ProTeam. Formaron así un pelotón de 175 ciclistas de los que acabaron 125. Los equipos participantes fueron:
| WorldTeams (18)- Decathlon-AG2R La Mondiale - Alpecin-Deceuninck - Arkéa-B&B Hotels - Astana Qazaqstan Team - Bahrain Victorious - Bora-Hansgrohe - Cofidis - EF Education-EasyPost - Groupama-FDJ - Ineos Grenadiers - Intermarché-Wanty - Team Visma \| Lease a Bike - Lidl-Trek - Movistar Team - Soudal Quick-Step - Team dsm-firmenich PostNL - Team Jayco AlUla - UAE Team Emirates ProTeams (7)- Israel-Premier Tech - Lotto Dstny - Q36.5 Pro Cycling Team - Team Flanders-Baloise - Tudor Pro Cycling Team - Uno-X Mobility - TDT-Unibet |
| |

## Clasificación final
- La clasificación finalizó de la siguiente forma:[3]

### Clasificación general
| \| Clasificación general \| Clasificación general \| Clasificación general \| Clasificación general \| Clasificación general \| \| Ciclista \| Ciclista \| Equipo \| Tiempo \| \| \| --------------------- \| --------------------- \| -------------------------- \| --------------------- \| --------------------- \| \| 1.º \| Thomas Pidcock \| Ineos Grenadiers \| 5 h 58 min 17 s \| \| \| 2.º \| Marc Hirschi \| UAE Team Emirates \| + 0 s \| \| \| 3.º \| Tiesj Benoot \| Team Visma \\| Lease a Bike \| + 0 s \| \| \| 4.º \| Mauri Vansevenant \| Soudal Quick-Step \| + 0 s \| \| \| 5.º \| Paul Lapeira \| Decathlon-AG2R La Mondiale \| + 0 s \| \| \| 6.º \| Valentin Madouas \| Groupama-FDJ \| + 0 s \| \| \| 7.º \| Bauke Mollema \| Lidl-Trek \| + 0 s \| \| \| 8.º \| Quentin Pacher \| Groupama-FDJ \| + 0 s \| \| \| 9.º \| Pello Bilbao \| Bahrain Victorious \| + 0 s \| \| \| 10.º \| Michael Matthews \| Team Jayco AlUla \| + 11 s \| \| |                   |                            |                 |
| |                   |                            |                 |
| Fuente: ProCyclingStats |                   |                            |                 |
| Clasificación general |                   |                            |                 |
| Ciclista | Ciclista          | Equipo                     | Tiempo          |
| 1.º | Thomas Pidcock    | Ineos Grenadiers           | 5 h 58 min 17 s |
| 2.º | Marc Hirschi      | UAE Team Emirates          | + 0 s           |
| 3.º | Tiesj Benoot      | Team Visma \| Lease a Bike | + 0 s           |
| 4.º | Mauri Vansevenant | Soudal Quick-Step          | + 0 s           |
| 5.º | Paul Lapeira      | Decathlon-AG2R La Mondiale | + 0 s           |
| 6.º | Valentin Madouas  | Groupama-FDJ               | + 0 s           |
| 7.º | Bauke Mollema     | Lidl-Trek                  | + 0 s           |
| 8.º | Quentin Pacher    | Groupama-FDJ               | + 0 s           |
| 9.º | Pello Bilbao      | Bahrain Victorious         | + 0 s           |
| 10.º | Michael Matthews  | Team Jayco AlUla           | + 11 s          |

## Ciclistas participantes y posiciones finales
Convenciones:
- AB: Abandono
- FLT: Retiro por llegada fuera del límite de tiempo
- NTS: No tomó la salida
- DES: Descalificado o expulsado

## UCI World Ranking
La Amstel Gold Race otorgó puntos para el UCI World Ranking para corredores de los equipos en las categorías UCI WorldTeam, UCI ProTeam y Continental. Las siguientes tablas son el baremo de puntuación y los diez corredores que obtuvieron más puntos:
| Posición   | 1.º | 2.º | 3.º | 4.º | 5.º | 6.º | 7.º | 8.º | 9.º | 10.º | 11.º | 12.º | 13.º | 14.º | 15.º | 16.º-20.º | 21.º-30.º | 31.º-50.º | 51.º-55.º | 56.º-60.º |
| Puntuación | 500 | 400 | 325 | 275 | 225 | 175 | 150 | 125 | 100 | 85   | 70   | 60   | 50   | 40   | 35   | 30        | 20        | 10        | 5         | 3         |

| Clasificación |                   |                            |        |
| Posición      | Ciclista          | Equipo                     | Puntos |
| ------------- | ----------------- | -------------------------- | ------ |
| 1.º           | Thomas Pidcock    | INEOS Grenadiers           | 500    |
| 2.º           | Marc Hirschi      | UAE Emirates               | 400    |
| 3.º           | Tiesj Benoot      | Visma \| Lease a Bike      | 325    |
| 4.º           | Mauri Vansevenant | Soudal Quick-Step          | 275    |
| 5.º           | Paul Lapeira      | Decathlon AG2R La Mondiale | 225    |
| 6.º           | Valentin Madouas  | Groupama-FDJ               | 175    |
| 7.º           | Bauke Mollema     | Lidl-Trek                  | 150    |
| 8.º           | Quentin Pacher    | Groupama-FDJ               | 125    |
| 9.º           | Pello Bilbao      | Bahrain Victorious         | 100    |
| 10.º          | Michael Matthews  | Jayco AlUla                | 85     |